# Карлстад (Міннесота)
Карлстад (англ. Karlstad) — місто (англ. city) в США, в окрузі Кіттсон штату Міннесота. Населення — 710 осіб (2020).

## Географія
Карлстад розташований за координатами 48°34′41″ пн. ш. 96°30′58″ зх. д. / 48.57806° пн. ш. 96.51611° зх. д. (48.577986, -96.516113).  За даними Бюро перепису населення США в 2010 році місто мало площу 3,96 км², з яких 3,96 км² — суходіл та 0,00 км² — водойми.

## Демографія
Згідно з переписом 2010 року, у місті мешкало 760 осіб у 331 домогосподарстві у складі 189 родин. Густота населення становила 192 особи/км².  Було 399 помешкань (101/км²).
Расовий склад населення:
| - 99,1 % — білих - 0,3 % — чорних або афроамериканців - 0,3 % — азіатів - 0,1 % — корінних американців |

До двох чи більше рас належало 0,3 %. Частка іспаномовних становила 0,4 % від усіх жителів.
За віковим діапазоном населення розподілялося таким чином: 22,5 % — особи молодші 18 років, 49,9 % — особи у віці 18—64 років, 27,6 % — особи у віці 65 років та старші. Медіана віку мешканця становила 47,5 року. На 100 осіб жіночої статі у місті припадало 83,1 чоловіків;  на 100 жінок у віці від 18 років та старших — 87,0 чоловіків також старших 18 років.
Середній дохід на одне домашнє господарство  становив 46 375 доларів США (медіана — 35 313), а середній дохід на одну сім'ю — 54 741 долар (медіана — 37 500). Медіана доходів становила 51 667 доларів для чоловіків та 35 855 доларів для жінок. За межею бідності перебувало 18,7 % осіб, у тому числі 26,1 % дітей у віці до 18 років та 22,1 % осіб у віці 65 років та старших.
Цивільне працевлаштоване населення становило 337 осіб. Основні галузі зайнятості: освіта, охорона здоров'я та соціальна допомога — 35,0 %, роздрібна торгівля — 20,5 %, виробництво — 16,6 %.